# 塔马赖库拉姆
塔马赖库拉姆（Thamaraikulam），是印度泰米尔纳德邦Theni县的一个城镇。总人口10264（2001年）。

## 人口
该地2001年总人口10264人，其中男性5230人，女性5034人；0—6岁人口1384人，其中男731人，女653人；识字率65.97%，其中男性为73.00%，女性为58.66%。